# Dreaming Lhasa
Pour plus de détails, voir Fiche technique et Distribution.
Dreaming Lhasa est un film en langue tibétaine réalisé par des documentaristes chevronnés, Ritu Sarin  et Tenzing Sonam, qui réalisent des films sur divers aspects du Tibet sous la bannière de White Crane Films depuis 1990. Écrit par Tenzing, un Tibétain de première génération né et élevé en exil, Dreaming Lhasa est peut-être le premier long métrage tibétain à explorer l'état d'exil et les questions d'identité, de culture et de politique qui affectent la communauté des réfugiés tibétains en Inde.

## Synopsis
Karma, une jeune Tibétaine de New York, rejoint à Dharamsala, le siège en exil du 14e dalaï-lama en Inde, à la recherche de ses racines. Elle réalise un film documentaire sur d'anciens prisonniers politiques évadés du Tibet. L'une de ses personnes interviewées est Dhondup, récemment arrivé. Il lui révèle que sa mère mourante lui avait fait promettre de livrer une vieille boîte à charmes à un Tibétain en exil nommé Loga, et lui demande de l'aider à retrouver l'homme.
Leurs enquêtes révèlent que Loga, un ancien résistant formé par la CIA, est porté disparu depuis quinze ans et est présumé mort. Mais est-il vraiment mort ? Alors qu'ils tentent de percer les mystérieuses circonstances de sa disparition, Karma se retrouve involontairement attirée par Dhondup alors même qu'elle est aspirée dans le vortex de sa recherche, qui les emmène à travers le monde de la communauté tibétaine en exil en Inde et devient un voyage de découverte de soi.

## Sortie
Le film a été présenté en première mondiale au Festival international du film de Toronto en 2005 et a été projeté dans plus de 30 festivals de films à travers le monde, dont le Festival international du film de San Sebastian en 2005. Ses distributeurs américains, First Run Features, ont ouvert le film à New York, au ImaginAsian Theatre, le 13 avril 2007. Le film a eu une sortie en salles limitée aux États-Unis, en Suisse et aux Pays-Bas. Le DVD est sorti aux États-Unis par First Run Features le 18 septembre 2007, et dans le monde entier peu après par White Crane Films .

## Production
En l’absence de toute sorte d’industrie cinématographique au sein de la communauté tibétaine en exil, le film a été tourné avec un casting presque entièrement composé de non-professionnels. Seul Jampa Kalsang, qui joue Dhondup, avait une certaine expérience d'acteur. Le reste du casting a été choisi grâce à un appel de casting envoyé sur des sites Web liés au Tibet et à travers un processus d'audition à Dharamsala, en Inde, où une grande partie du film a été tournée. Tenzin Chokyi Gyatso, qui joue Karma, travaille normalement dans une banque de la banlieue de Washington DC, tandis que Tenzin Jigme, le troisième personnage principal du film, est un vrai musicien et membre du groupe de rock populaire pour réfugiés tibétains, JJI Exile Brothers. L'équipe technique était composée principalement de professionnels indiens, tandis qu'un groupe enthousiaste de Tibétains leur apportait soutien et soutien.

## Autres informations
Jeremy Thomas, le producteur britannique du Dernier Empereur et d'autres films réalisés par Bernardo Bertolucci, était le principal producteur exécutif de Dreaming Lhasa. Richard Gere, défenseur de longue date de la cause tibétaine, est également l'un des producteurs exécutifs du film.
Andy Spence, le compositeur de musique, est membre fondateur du groupe pop britannique New Young Pony Club.
Le film est le premier agrandissement de Super 16 vers 35 mm empruntant la voie numérique intermédiaire en Inde. La post-production a été réalisée en grande partie chez Prasad EFX à Mumbai.

## Réception
Le New York Sun a déclaré que le film "reste une histoire profondément ressentie et bien racontée sur les nations et les individus qui les forment, où qu'ils vivent réellement".